# Franz Kemser
Franz Kemser (ur. 11 listopada 1910 w Partenkirchen, zm. 20 stycznia 1986 w Garmisch-Partenkirchen) – niemiecki bobsleista, złoty medalista olimpijski z Oslo.
Sukcesy odnosił już przed wojną. Po jej zakończeniu reprezentował barwy RFN. Na igrzyskach startował tylko w 1952 (w wieku 41 lat). Triumfował w czwórce prowadzonej przez Andreasa Ostlera. Na przestrzeni 15 lat trzykrotnie stawał na podium mistrzostw świata.